# Muhammad III del Marocco
Muhammad III, o Muhammad ibn Abd Allah (in arabo محمد الثالث بن عبد الله الخطيب‎?; Fès, 1710 – Rabat, 9 aprile 1790), è stato sultano del Marocco dal 1757 fino alla sua morte, appartenente alla dinastia alawide.

## Biografia
Prima di divenire sultano fu governatore di Marrakech dal 1750. Era figlio del sultano ʿAbd Allāh b. Ismāʿīl, che regnò dal 1745 al 1757. Fece il possibile per modernizzare il suo regno, firmò molti trattati commerciali e di pace e ridusse il potere dei corsari barbareschi. Per il commercio con l'Europa scelse la città di Essaouira che fece riprogettare dall'architetto francese Théodore Cornut e dal rinnegato inglese Ahmad al-Inglizi. Egli fece anche costruire la città vecchia di Casablanca (Derb Tazi) e rinnovò la Casba di Marrakech.  Il sultano utilizzò molti architetti e tecnici europei per i suoi progetti.
Muhammad III prese misure per eliminare la presenza europea dalle coste marocchine.
Respinse i francesi nel 1756 nella cosiddetta spedizione di Larache. Conquistò Mazagan (l'attuale El Jadida) dai portoghesi nel 1769, tuttavia l'assedio di Melilla (1774) fallì con la sconfitta del 1775 a causa del mancato aiuto inglese che gli fu promesso. Sotto il suo regno il Marocco fu il primo paese a riconoscere l'indipendenza degli Stati Uniti nel 1777. Il presidente George Washington scrisse al sultano nel 1789 per chiedergli di proteggere le navi americane dai corsari barbareschi.